# Střední průmyslová škola potravinářství a služeb Pardubice
Střední průmyslová škola potravinářství a služeb Pardubice je jedinou školou tohoto typu v České republice. Poskytuje odborné vzdělání s maturitní zkouškou i výučním listem. Poskytuje jak učební obory jako kuchař-číšník, cukrář, pekař nebo prodavač, tak i studijní obory analýza potravin a technologie potravin. Nabízí i možnost kvalifikačních a odborných kurzů zaměřených na cukrářské a pekařské technologie.

## Historie
Škola byla založena již v roce 1914, ale později se z technických důvodů přestěhovala v roce 1919 do Břeclavi a působila zde jako mlynářská škola. Roku 1945 se škola přestěhovala do prostor bývalého Průmyslového muzea. Její raritou je památný dřevěný mlýn, který funguje od svého uvedení do provozu.

## Obory
Nabídka oborů k únoru 2022:
Učební obory H (tříleté obory zakončené výučním listem)
- 29-53-H/01 Pekař
- 29-54-H/01 Cukrář
- 66-51-H/01 Prodavač
- 65-51-H/01 Kuchař-číšník (vč. zaměření kuchař nebo číšník)

Studijní obory M (čtyřleté studijní obory zakončené maturitní zkouškou)
- 29-42-M/01 Analýza potravin - hodnocení kvality
- 29-42-M/01 Analýza potravin - výživový poradce
- 29-41-M/01 Technologie potravin - management potravinářských výrob
- 29-41-M/01 Technologie potravin - mlynářství a výroba krmiv

Nástavbové studium (obory L - dvouleté studijní obory zakončené maturitní zkouškou)
- 29-41-L/51 Technologie potravin